# 完顏桓赧
完顏桓赧（？—？），國相完顏雅達之子、完顏散達之兄弟，居住於完顏部邑屯村。父親完顏雅達稱為國相不知從可而來。當年金景祖烏骨廼曾以厚幣與馬求完顏雅達轉交國相之位，雅達答允。烏骨廼得此名位後交予第四子頗剌淑，其後完顏撒改亦在曾稱為國相。
桓赧兄弟曾經事奉烏骨廼。世祖劾里鉢繼位後，叔父完顏跋黑有異志，陰謀誘使桓赧等與他一同作亂。昭肅皇后親自前往邑屯村，劾里鉢、頗剌淑二人皆隨行，遇到桓赧、散達二人都喝醉了，言語不合引至紛爭，遂亙相毆擊，舉起刀刃相向。昭肅皇后親自勸解才停止，自始陰謀更甚。
當時烏春、窩謀罕亦與跋黑勾結，吊詭地以烏不屯賣甲為起兵的端由，劾里鉢不得已而與他們講和。數年後，烏春與他的部眾渡過活論、來流兩河，劾里鉢親自前往抵拒。桓赧、散達兩兄弟遂起兵。頗剌淑以偏師抵拒桓赧、散達。劾里鉢畏懼兩軍合勢，勸戒頗剌淑可和則和否則才戰。頗剌淑率領軍隊行至斡魯紺出水，不久兵陣列成，頗剌淑派遣盆德勃堇前去議和。桓赧自恃烏春的軍隊在北面，所以並無講和的意思。盆德向頗剌淑上報敵軍欲戰。而戰地迫近村墟，雖然戰勝不能盡殲敵軍，應當先退軍引誘敵軍至寬地。頗剌淑正感困惑，乃下令軍隊退卻少許，因此未能兵陣變得不完整。桓赧、散達乘此機會，打敗頗剌淑的軍隊，乘勝大肆搜掠。此戰中烏春因下雨太久而不能前行所以罷兵。
劾里鉢聽聞頗剌淑戰敗，乃親自率軍迎戰，經過舍很、貼割兩水直取桓赧、散達的家，桓赧、散達二人並不知道。劾里鉢焚毀他們的居所，殺害搜略一百多人後才撤退。在劾里鉢仍未到達前，頗剌淑的軍隊又再次被打敗。當劾里鉢到達後，責備頗剌淑失利，派遣歡都、冶訶以本部的七位謀克相助，再次派遣使者前去議和。桓赧、散達欲得盈歌的大赤馬、辭不失的紫騮馬，劾里鉢不答允，桓赧和散達遂與不術魯部卜灰、蒲察部撒骨出、混同江左右及匹古敦水以北的各部落士兵一同集會，他們聯合結陣，嗚鼓作氣馳騁。桓赧自恃兵多，又有必勝之心，向聯軍下令帶上所有的車馬，凡是烏古乃夫婦的寶貨財產可恣爾取去，有不服從者亦可俘虜搜略。於是婆多吐水裴滿部斡不勃堇因為依附劾里鉢，桓赧等縱火燒死斡不。斡不死後，劾里鉢厚撫其家人，當平定桓赧後，以舊地歸還裴滿部。
桓赧軍其後再回來，蒲察部沙祗勃堇、胡補荅勃堇派遣阿喜行偏僻的小路前來相告並問劾里鉢應如何應對。劾里鉢認為事已至此已經不及用計，要求他們領部眾跟隨以自救，惟以旗幟各自分別。每有兵卒前來，則每次派遣阿喜穿越山林潛來，下令與畢察往還大道，即故潛行往來林中路。桓赧至北隘甸，劾里鉢即將出兵，聽聞完顏跋黑在馳滿村進食時哽死。乃沿着安術虎水而行，且欲並取海故術烈速勃堇的部眾然後才戰鬥。偵察兵來報敵軍將會到達。劾里鉢告戒辭不失整軍速進，使他的軍隊靜待在脫豁改原。當時，桓赧的軍隊人數眾多，而劾里鉢兵卻比較少，寡不敵眾。直至劾里鉢到達軍中，士氣非常低落。劾里鉢心知但是不敢明言，只好下令解甲作少量休息，以水洗面，飲用鮮水。不久，士氣稍為復蘇。當時，頗剌淑正前往遼國求救，不在軍中。即將開戰前，劾里鉢屏退眾人獨與獨與盈歌悄悄說：「今天的戰事，如果打勝也就罷了，萬一失敗，我一定不會生還。你現在騎馬在遠處觀陣，不要參與戰事。如果我死了，你不要收我的屍骨，不要眷戀親戚，要立即馳馬奔告你的兄長頗剌淑，到遼國入籍受印，乞求遼國出兵以報此仇。」 說完，捲起袖子，也不披鎧甲，撩起袍襟護住前胸後心，把弓放進弓袋，提着劍，揚三次軍旗，擊三遍鼓，發號施令後，扔下旗子開始搏戰，劾里鉢身先士卒為軍前先鋒，突入敵陣，眾人隨着他衝殺。辭不失亦從對方背後奮勇出擊，把桓赧、散達殺得大敗。劾里鉢又率眾乘勝追擊，從阿不彎到北隘甸，死者遍野，像仆倒的麻杆，破多吐水的水都因死者的血流進而變成紅色。當劾里鉢停止追擊敵軍，盡獲敵軍所棄的車甲馬牛軍備，便以戰勝的消息祭告天地，頒下所獲的給予將士，各以功勞獎賞。
不久，桓赧、散達與他們的部屬一同前來投降。卜灰仍然保全軍隊撒退至阿辣村，招降但是不出。撒骨出據守阿魯紺出村，劾里鉢遣人與他們議和，撒骨出出言不遜，回答本欲議和，但是壯士巴的懣不肯議和，並哭泣說若果與劾里鉢議和，則美衣肥羊不可再次獲得。所以不敢從命。撒骨出縱兵俘虜侵略鄰近的村墅。突然有人從道傍用箭射他，箭矢中口而死。而其後卜灰亦被他的下屬石魯所殺。